# Política de vistos do Azerbaijão

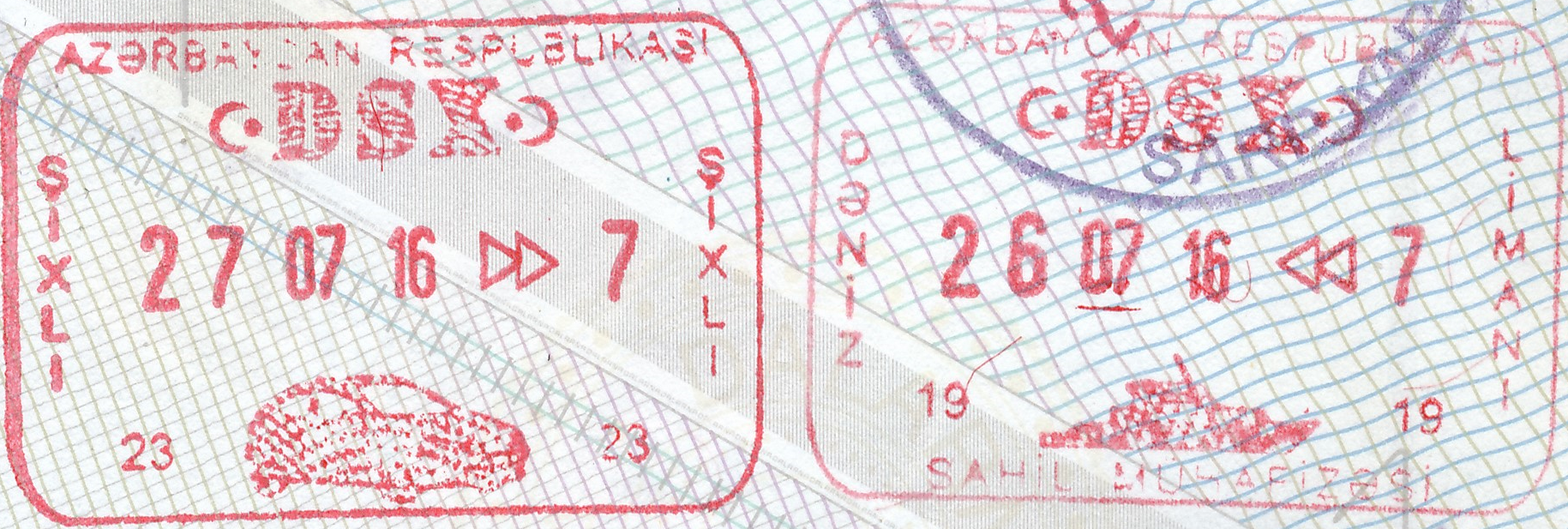
Selos de entrada (direita) e saída (esquerda) em um passaporte sueco

Os visitantes do Azerbaijão devem obter um visto de uma das missões diplomáticas do Azerbaijão, a menos que sejam provenientes de um dos países isentos de visto, países com visto de chegada ou países com visto eletrônico. Os visitantes devem possuir passaportes válidos por pelo menos 3 meses além do período pretendido de permanência. 

## Mapa da política de vistos

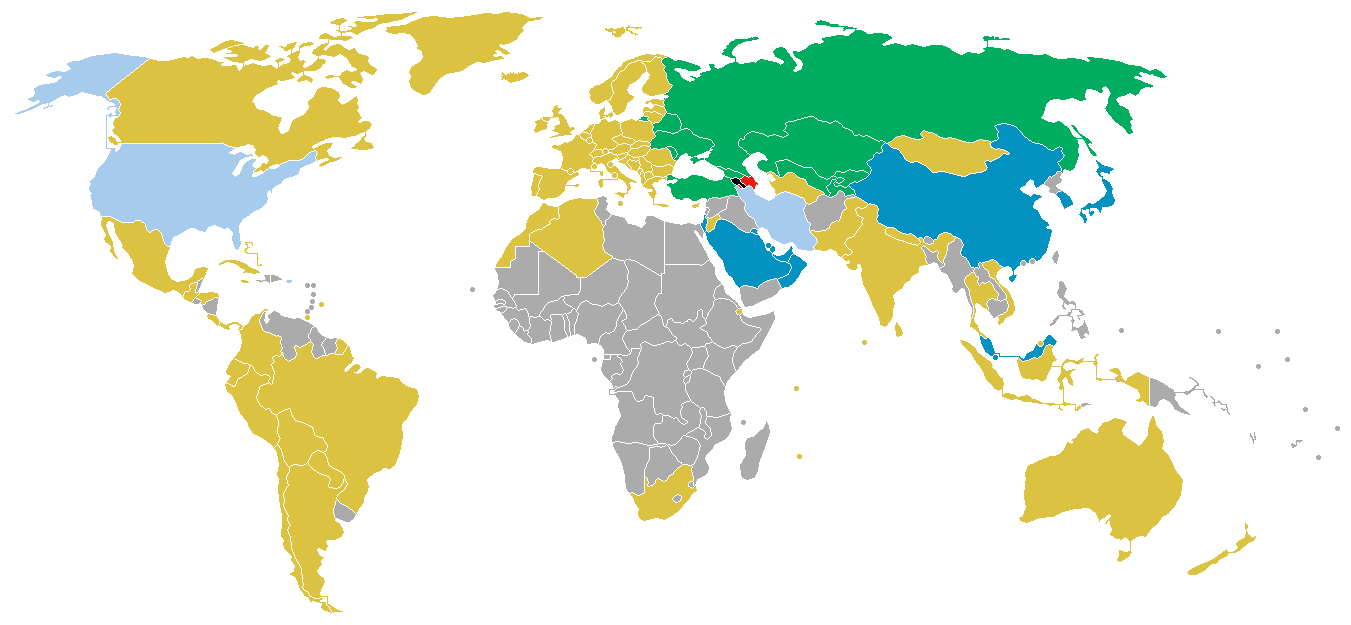
Política de vistos do Azerbaijão para portadores de passaportes comuns
República do Azerbaijão
Visto livre
Visto emitido na chegada por via aérea. Também é elegível para o visto eletrônico ASAN (ASAN Visa).
Visto na chegada sob condições especiais. Também é elegível para o visto eletrônico ASAN.
Elegível para visto eletrônico ASAN.
Visto obtido pessoalmente, requerido antes da chegada.
Entrada proibida

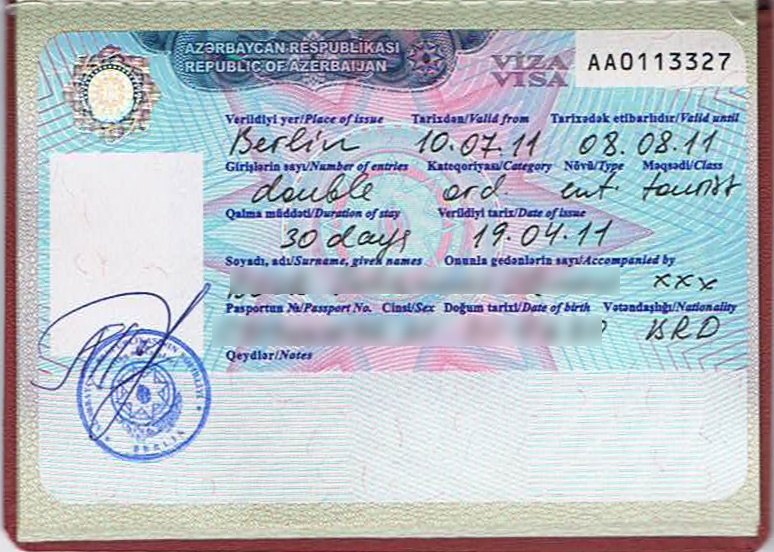
Visto do Azerbaijão

O passaporte deve ser válido por pelo menos 6 meses após a data de expiração do visto do azerbaijano solicitado. Se houver menos de 3 meses para o vencimento do passaporte de um cidadão estrangeiro, o visto não será concedido. Cidadãos de países específicos listados, que são obrigados a obter um visto com um passaporte comum ou com um passaporte de serviço, têm que obter um visto antes de viajar para o Azerbaijão. Os vistos são emitidos em uma embaixada ou consulado da República do Azerbaijão ou na chegada aos postos de fronteira da República do Azerbaijão. O formulário de pedido de visto pode ser preenchido on-line e enviado para a missão diplomática.

## Isenção de visto
Cidadãos dos seguintes 9 países podem visitar o Azerbaijão sem visto por até 90 dias:
| - Bielorrússia - Geórgia - Cazaquistão - Quirguistão - Moldávia | - Rússia - Tajiquistão - Ucrânia - Uzbequistão |  |

| Data da mudança do visto |
| --- |
| - Os cidadãos bielorrussos, georgianos, cazaques, quirguizes, moldavos, russos, tajiques, ucranianos e uzbeques não precisam de visto para obter acesso ao Azerbaijão. |

## Passaportes não comuns

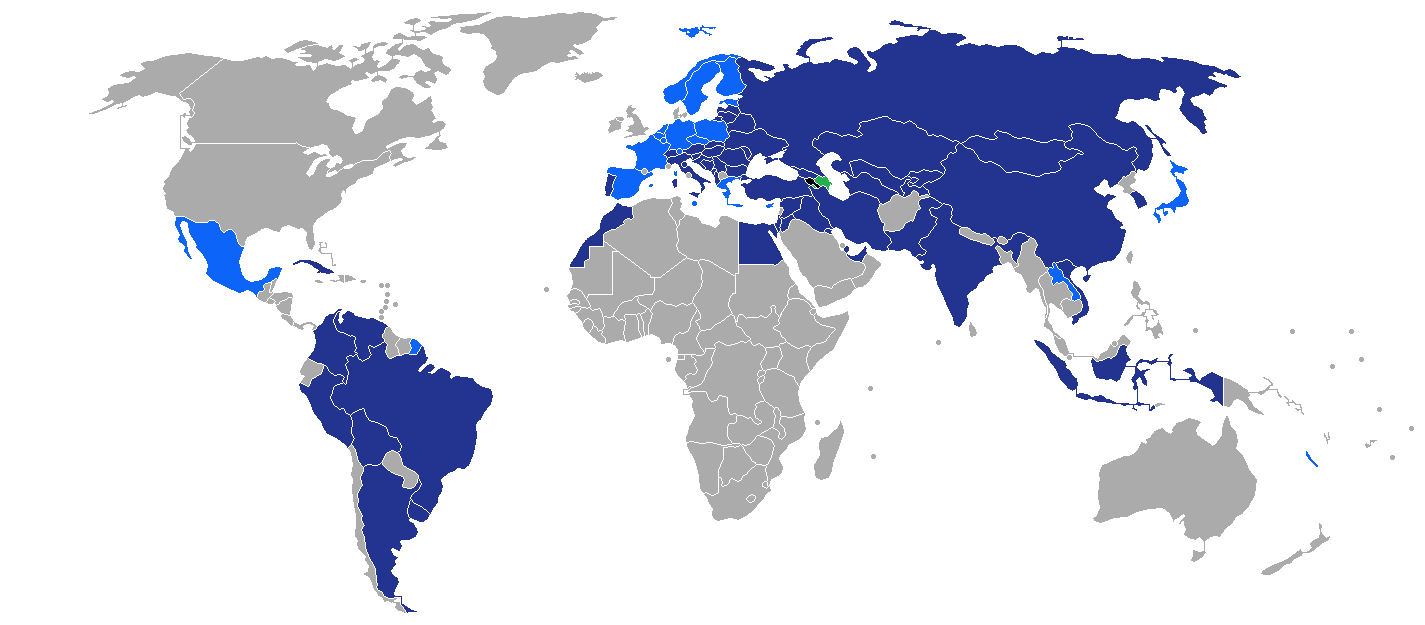
Azerbaijão
Acesso sem visto para passaportes diplomáticos e de categoria de serviço
Acesso sem visto para passaportes diplomáticos

Além disso, titulares de passaportes diplomáticos ou de categoria de serviços da Albânia, Argentina, Áustria, Bulgária, Bósnia e Herzegovina, Brasil, China, Colômbia, Croácia, Cuba, Hungria, Índia, Indonésia, Irã, Israel, Itália, Jordânia, Kuwait, Letônia, Líbia (não aplicável), Lituânia, Mongólia, Montenegro, Marrocos, Paquistão, Peru, Portugal, Romênia, Sérvia, Eslováquia, Eslovênia, Coreia do Sul, Suíça, Síria, Turquia, Turquemenistão, Emirados Árabes Unidos, Uruguai, Vietname e apenas titulares de passaportes diplomáticos da Bélgica, Chipre, República Tcheca, Estônia, Finlândia, França, Alemanha, Grécia, Japão, Laos, Luxemburgo, Malta, México, Países Baixos, Noruega, Palestina, Polônia, Catar, Espanha e Suécia não precisam de visto para visitar Azerbaijão.
Os acordos de isenção de visto já foram assinados com os seguintes países, mas ainda não foram ratificados ou aplicados: 
- Benelux  - em 23 de novembro de 2017 para passaportes de serviço[7]
- Bolívia  - em agosto de 2017 para titulares de passaportes diplomáticos e de serviço[8]
- Chile  - em setembro de 2018 para titulares de passaportes diplomáticos e de serviço[9]
- Paraguai  - em 24 de março de 2019 para titulares de passaportes diplomáticos e de serviço[10]

## Visto na chegada
Cidadãos dos seguintes países podem obter um visto do Azerbaijão na chegada válido por 30 dias, podendo ser obtido em qualquer aeroporto internacional.
| - Bahrein - China1 - Indonésia - Irã - Israel - Japão - Kuwait - Malásia | - Omã - Catar - Arábia Saudita - Singapura - Coreia do Sul - Turquia (60 dias) - Emirados Árabes Unidos |  |

1 - incluindo  Hong Kong  e  Macau

### Visto limitado na chegada
Cidadãos dos Estados Unidos podem obter um visto de 30 dias na chegada se chegarem a um voo direto da Azerbaijan Airlines a partir de Nova Iorque.
Visto na chegada para os titulares de uma carta convite oficial emitida pelo Serviço de Migração do Azerbaijão ou outra autoridade governamental do Azerbaijão. Visto na chegada para funcionários do Banco Asiático de Desenvolvimento (BAD) e seus dependentes, desde que detenham uma carta convite oficial emitida pelo Banco Asiático de Desenvolvimento (ADB). 
Os passageiros com uma autorização de residência emitida por um Estado-Membro do CCG podem obter um visto à chegada para uma estadia máxima de 30 dias. Eles devem viajar com um nacional do país do CCG que emitiu a autorização de residência.

## Visto eletrônico
O Azerbaijão apresentou vistos eletrônicos para cidadãos de países designados em janeiro de 2017. O sistema é chamado ASAN Visa e os vistos são emitidos para uma visita de entrada única por até 30 dias. O visto eletrônico deve ser impresso e apresentado juntamente com o passaporte (que deve ser válido por pelo menos 3 meses a mais do que o período de validade do visto eletrônico) no ponto de controle da fronteira. O visto eletrônico é emitido no prazo de 3 dias úteis. Em maio de 2018, os 95 países designados foram os seguintes:
- Todos os cidadãos da União Europeia

- Albânia
- Argélia
- Andorra
- Argentina
- Austrália
- Bahamas
- Bahrein
- Barbados
- Bolívia
- Bósnia e Herzegovina
- Brasil
- Brunei
- Canada
- Chile
- China1
- Colômbia
- Costa Rica
- Cuba
- Djibouti[24]
- Equador
- Guatemala
- Honduras
- Islândia
- Índia
- Indonésia
- Irã
- Israel
- Jamaica
- Japão
- Jordânia
- Kuwait
- Liechtenstein
- Malásia
- Maldivas
- Maurício
- México
- Mônaco
- Mongólia
- Montenegro
- Marrocos
- Nepal
- Nova Zelândia
- Macedônia do Norte
- Noruega
- Omã
- Paquistão
- Panamá
- Paraguai
- Peru
- Qatar
- San Marino
- Arábia Saudita
- Sérvia
- Seicheles
- Singapura
- África do Sul
- Coreia do Sul
- Sri Lanka
- Suíça
- Tailândia
- Trindade e Tobago
- Turquia
- Turcomenistão
- Emirados Árabes Unidos
- Estados Unidos
- Cidade do Vaticano

- Vietnã

1 - incluindo  Hong Kong  e  Macau
Em fevereiro de 2017, a ASAN estava estudando a possibilidade de disponibilizar o pedido de visto eletrônico diretamente nos portos de entrada na fronteira com a Geórgia, Rússia, Turquia e Irã.
A revista de viagens britânica Wanderlust avaliou o sistema de visto eletrônico do Azerbaijão (ASAN Visa) como o visto mais fácil de obter no mundo em 2017.
Existem planos para expandir o sistema ASAN Visa para a emissão de vistos para os cidadãos do Azerbaijão também. Em janeiro de 2018, o Marrocos foi selecionado e as negociações estavam em andamento com a Lituânia e os Emirados Árabes Unidos.
A partir de 15 de maio de 2018 cidadãos do Bahrein, China, Indonésia, Irã, Israel, Japão, Kuwait, Malásia, Omã, Catar, Arábia Saudita, Singapura, Coreia do Sul, Turquia, Emirados Árabes Unidos conseguem obter um visto eletrônico na chegada no Aeroporto Internacional de Baku. 

## Facilitação de vistos
Azerbaijão concluiu um acordo de facilitação de vistos com a  União Europeia (com exceção da Dinamarca, Irlanda e Reino Unido), que reduz o número de documentos suficientes para justificar o objetivo da viagem, prevê a emissão de vistos de entrada múltipla, limita a duração do processamento e reduz a taxa de emissão ou a renuncia por completo para muitas categorias de cidadãos da UE.

## Proibições
Devido a um estado de guerra com a Armênia, de acordo com relatos da mídia o governo do Azerbaijão proíbe a entrada de cidadãos da  Armênia , bem como os cidadãos de qualquer outro país de ascendência arménia, na República do Azerbaijão (embora tenha havido exceções, principalmente para a participação da Armênia nos Jogos Europeus de 2015 realizados no Azerbaijão). 
O governo do Azerbaijão proíbe estritamente qualquer visita de cidadãos estrangeiros à região separatista de Nagorno-Karabakh (a república de facto de Artsaque), seus territórios circunvizinhos e os exclaves Azerbaijani de Karki, Yuxarı Əskipara, Barxudarlı e Sofulu que são de jure parte de Azerbaijão, mas sob o controle da Armênia, sem o consentimento prévio do governo do Azerbaijão. Os cidadãos estrangeiros que entrarem nesses territórios ocupados serão permanentemente proibidos de entrar na República do Azerbaijão e serão incluídos na "lista de persona non grata ".

## Estatísticas de visitantes
A maioria dos visitantes que chegam ao Azerbaijão são dos seguintes países:
| País                   | 2017      | 2016      | 2015      | 2014      | 2013      |
| ---------------------- | --------- | --------- | --------- | --------- | --------- |
| Rússia                 | 853,082   | 744,125   | 685,555   | 843,851   | 903,242   |
| Geórgia                | 537,710   | 506,306   | 571,648   | 699,532   | 810,390   |
| Irã                    | 362,597   | 248,632   | 149,600   | 131,179   | 143,579   |
| Turquia                | 301,553   | 313,341   | 288,620   | 314,476   | 361,413   |
| Emirados Árabes Unidos | 102,360   | 53,180    | 2,379     | 821       | 638       |
| Iraque                 | 62,454    | 62,983    | 2,147     | 738       | 991       |
| Ucrânia                | 57,756    | 55,508    | 55,119    | 58,201    | 51,802    |
| Arábia Saudita         | 33,273    | -         | -         | -         | -         |
| Cazaquistão            | -         | 31,994    | 27,145    | 29,468    | 28,226    |
| Reino Unido            | -         | 29,514    | 34,892    | 33,563    | 32,841    |
| Uzbequistão            | -         | 16,093    | 15,185    | 19,336    | 18,627    |
| Total                  | 2,691,998 | 2,248,773 | 2,006,176 | 2,297,804 | 2,508,904 |

| Ano               | Visitantes      |
| ----------------- | --------------- |
| 1992—2001         | Sem dados       |
| 2002              | 576.000         |
| 2003              | 768.000         |
| 2004              | 989.000         |
| 2005              | 693.000         |
| 2006              | 682.000         |
| 2007              | 732.000         |
| 2008              | 1.043.000       |
| 2009              | 1,005,000       |
| 2010              | 1.280.000       |
| 2011              | 1.562.000       |
| 2012              | 1.986.000       |
| 2013              | 2.130.000       |
| 2014              | 2,160,000       |
| 2015              | 1.922.000       |
| 2016              | 2.044.000       |
| 2017              | 2.454.000       |
| 2018              | 2.635.000       |
| Total (2002—2018) | Mais 24.660.000 |